# おかあさんの被爆ピアノ
『おかあさんの被爆ピアノ』（おかあさんのひばくピアノ、英称：Hiroshima Piano）は、2020年8月8日に公開された日本映画。
監督は五藤利弘、主演は佐野史郎と武藤十夢（AKB48）。

## 概要
1945年8月6日広島の原子爆弾投下によって被爆したピアノ（被爆ピアノ）の音色を届けるため、全国を訪れている実在の調律師をモデルに描いた作品である。
被爆ピアノを介して出会う人々の姿を通して広島の現在と過去を映し出す。
第38回日本映画復興賞奨励賞を受賞。

## あらすじ
出典：
1945年（昭和20年）8月6日に広島で被爆したピアノを持ち主から託された調律師 矢川光則（佐野史郎）。彼自身も被爆二世。爆心地から3キロメートル以内で被爆したピアノは被爆ピアノと呼ばれる。
矢川は、現在数台の被爆ピアノを託され修理を行う。調律した被爆ピアノを自ら運転する4トントラックに載せて全国を回る。
東京で生まれた江口菜々子（武藤十夢）は大学で幼児教育を学び幼稚園教諭を目指しているものの将来について漠然としている。被爆ピアノの一台を母 久美子（森口瑤子）が寄贈していたことを知った菜々子は、被爆ピアノコンサートに行き、矢川と出会う。
矢川を通して被爆ピアノ、広島（ヒロシマ）のことを考えるようになり、祖母のことを知るうちに自身のルーツを探していく。久美子はどうして広島から出て行ったのか？祖母 千恵子が菜々子に伝えたかったこととは？矢川がなぜ被爆ピアノを伝える活動をしているのか？菜々子は自身のルーツを辿り、被爆ピアノの活動を辿りながら次第に何かを見つけていく。

## キャスト
- 矢川光則：佐野史郎
- 江口菜々子：武藤十夢
- 江口久美子：森口瑤子
- 江口公平：宮川一朗太
- 伊原千恵子（回想）: 南壽あさ子
- 矢川の父・正行：城之内正明
- 菊池咲：中山佳子
- 近藤美枝：鎌滝えり
- 井原千恵子：小池澄子

## スタッフ
- 監督：五藤利弘
- 脚本：五藤利弘
- 音楽：谷川賢作
- 主題歌：南壽あさ子「時の環」
- エグゼクティブプロデューサー：大橋節子、牛山大輔、染谷明
- ゼネラルプロデューサー：城之内景子
- プロデューサー：伍藤斗吾
- 協力プロデューサー：小林良二、狩野善則、小竹克昌
- ラインプロデューサー：宮下昇
- 助監督：富澤昭文
- 撮影：藍河兼一
- 美術：部谷京子
- 照明：福田良夫
- 録音：丸池嘉人
- 整音：宋普瑞
- 編集：五藤利弘
- 英語字幕：マクリーン・ジョン
- 配給：新日本映画社
- 製作：映画「被爆ピアノ」製作委員会

## 原作
- 五藤利弘『おかあさんの被爆ピアノ』講談社（原著2020年8月3日）。ISBN 978-4065202869。 NCID BC01681422。